# Baby (województwo śląskie)
Baby – wieś w Polsce położona w województwie śląskim, w powiecie częstochowskim, w gminie Kruszyna.
4 września 1939 w trakcie wkraczania do wsi, żołnierze Wehrmachtu ostrzelali pociskami zapalającymi zabudowania. W wyniku tych działań śmierć poniosło 12 mieszkańców i spłonęło 45 budynków.
W latach 1975–1998 miejscowość administracyjnie należała do województwa częstochowskiego.